# Zsófia Licskai
Zsófia Licskai (Kapuvár, 25 ottobre 1993) è una cestista ungherese.

## Carriera
Con l'Ungheria ha disputato i Campionati europei del 2017.